# Galela
Le galela est une langue d'Indonésie parlée dans les îles de Halmahera, Morotai, Gunage, Moari, Bacan, Obi dans la province des Moluques du Nord.
Le nombre de ses locuteurs était de 79 000 en 1990.

## Classification
Le galela appartient à la branche des langues Halmahera du Nord des langues papoues occidentales.

## Écriture
| a | b | c | d | ḋ | e | f | g | h | i | j | k | l | m | n | o | p | r | s | t | u | w | y |